# 里奇蘭鎮區 (印地安納州斯托本縣)
里奇蘭鎮區（英語：Richland Township）是位於美國印地安納州斯托本縣的一個行政鎮區。

## 地方資料
根據2010年美國人口普查的數據，里奇蘭鎮區的面積為40.40平方千米，當中陸地面積為40.40平方千米，而水域面積為0.00平方千米。當地共有人口570人，而人口密度為每平方千米14.11人。